# گیلبرت پوغوسیان
گیلبرت پوغوسیان (انگلیسی: Gilbert Pogosyan؛ زادهٔ ۱ نوامبر ۱۹۸۸) بازیکن فوتبال در پست هافبک اهل ارمنستان-ایالات متحده آمریکا است.

## باشگاهی
از باشگاه‌هایی که در آن بازی کرده‌است می‌توان به Pasadena Lancers و AC St. Louis اشاره کرد.